# خورخي كاستانيدا
خورخي كاستانيدا (بالإسبانية: Jorge Castañeda) هو لاعب كرة قدم مكسيكي، ولد في 12 يناير 1970 في غوادالاخارا في المكسيك. شارك مع منتخب المكسيك تحت 23 سنة لكرة القدم ومنتخب المكسيك لكرة القدم. أما مع النوادي، فقد لعب مع كروز آزول وكولورادو رابيدز ونادي أطلس ونادي تيكوس.

## وصلات خارجية
- خورخي كاستانيدا على موقع الاتحاد الدولي (مؤرشف)  (الإنجليزية)
- خورخي كاستانيدا على موقع الدوري الأمريكي (الإنجليزية)
- خورخي كاستانيدا على موقع قاعدة بيانات كرة القدم.إي يو (الإنجليزية)
- خورخي كاستانيدا على موقع أوليمبيديا (الإنجليزية)